# Разоблачительная журналистика
Разгреба́тели гря́зи (англ. Muckrakers) — так называют репортёров, которые специализируются на разоблачениях.
Работа журналиста в этом жанре напоминает деятельность частного детектива, поскольку в её фундаменте поиск фактуры, которую заинтересованные лица или организации укрыли (или пытаются укрыть) от общества.
Жанр под условным названием «разоблачи́тельная журнали́стика» сформировался в середине девятнадцатого века, в США, где в тот период публиковались обличающие коррупцию репортажи и очерки.

## Происхождение термина
Изначально, в конце позапрошлого века так называлась группа американских писателей, журналистов, публицистов, социологов, выступившая с критикой тогдашнего американского общества.
К началу XX века такие журналы как «Collier's Weekly», «Munsey’s» и «McClure’s» завоевали лояльного читателя в среде т. н. среднего класса.
Издания, сделавшие ставку на агрессивную журналистику и разоблачительные материалы — нью-йоркский «The Forum» (1886—1950) и бостонский «The Arena» (1889—1909), предложили своим читателю сенсационные материалы-разоблачения различных сфер политической и экономической жизни и быстро завоевали популярность.
Тем не менее принято считать что старт этого литературного движения исчисляется со статьи Джозефа Стеффенса, направленной против коррупции (1902):

Воспитанные на идеалах Просвещения, «Разгребатели грязи» ощущали резкий контраст между принципами демократии и неприглядной реальностью Америки, вступившей в империалистическую фазу; однако они ошибочно полагали, что мелкими реформами можно искоренить зло, порожденное антагонистическими общественными противоречиями. Социально-обличительные тенденции сохранились в литературе американского критического реализма — романах С. Льюиса, Э. Синклера и др.

Термин «люди с навозными вилами» (men with the muck rakes) впервые употребил президент Теодор Рузвельт в своей речи 14 апреля 1906 года в Вашингтоне при закладке здания Палаты представителей, ссылаясь на скромного персонажа книги Джона Баньяна «Путешествие Пилигрима в Небесную Страну» 1678 года, который всё время возится в грязи, не замечая над своей головой прекрасного сияющего небосвода, игнорируя предложенную ему «божественную корону» и не отрывая пристального взгляда от нечистот под его ногами:

Разгребатели грязи часто необходимы для блага общества, но лишь при условии, что они понимают, когда нужно перестать копаться в грязи…Оригинальный текст (англ.)The men with the muck rakes are often indispensable to the well being of society; but only if they know when to stop raking the muck…

Джекоб Риис, корреспондент «The New York Sun», обратился к социально-публицистическому исследованию нью-йоркских трущоб и обобщил свои наблюдения в книге «Как живёт другая половина» (1890):

Факты полученные Риисом в результате непосредственного знакомства с жизнью и нравами трущоб, производили шокирующее впечатление. Американский президент Теодор Рузвельт писал впоследствии, что книга Дж. Рииса стала для него «просветлением и вдохновением, за которое я никогда не смогу полностью выразить свою благодарность». Десятилетний «крестовый поход» Джекоба Рииса, описанный им в публицистической книге «Битва с трущобами» (1902), позволил ему занять почётное место в истории американской журналистики.
Позднее термин использовали и в отношении группы маститых литераторов, которые использовали те же журналистские методы и тот же лексикон, описывая эксплуатацию рабочего класса Северной Америки, хотя их произведения и были написаны до знаменитой речи американского лидера. В «Спруте» (1901) Фрэнк Норрис клеймил железнодорожные концерны, Эптон Синклер в романе «Джунгли» (1906) разоблачал нравы мясной индустрии Чикаго, Джек Лондон в своем произведении «Железная пята» (1908) предсказал классовую войну.

## Знаменитые «разгребатели»

### В США
- Сэм Адамс
- Мэтт Драдж[10]
- Аида Тарбелл
- Эптон Синклер
- Майкл Мур
- Стюарт Голдмен — критик и колумнист
- Хуан Гонсалес — колумнист «New York Daily News»
- Джек Ньюфилд — колумнист «New York Post»

В журнале «McClure’s Magazine» работали репортёры, публикации которых собирали миллионную аудиторию читателей. В 1902—1904 гг. Аида Тарбелл опубликовала там серию репортажей, разоблачавших методы обогащения крупных монополий. Тексты легли в основу её рукописи «История „Стандард Ойл“», в которой «разгребательница» описала историю нефтяной корпорации Дж. Рокфеллера; она разоблачила коррупционные связи бизнеса с госаппаратом и политическими кругами Америки и указала на угрозу бесконтрольной деятельности монополий.
В рамках этого жанра был расследован «Уотергейтский скандал» (работа репортёра Карла Бенстайна), это был звёздный час заокеанской журналистики. Позднее традиции жанра унаследовал американский кинодокументалист Майкл Мур.

### В России
- Артём Боровик (1960—2000)
- Александр Невзоров (р. 1958)
- Анна Политковская (1958—2006)
- Александр Хинштейн (р. 1974)
- Пол Хлебников (1963—2004)
- Трегубова, Елена Викторовна (р. 1973)
- Щекочихин, Юрий Петрович (1950—2003)

В советский период термин употреблялся преимущественно в отношении западных журналистов-расследователей. Советская критика называла того же Стеффенса «бесстрашным искателем истины». Как и другие «разгребатели грязи», Стеффенс был убеждён в том, что описывает «отдельные недостатки», которые посулированы действиями непорядочных граждан:

Система буржуазных ценностей долгое время не подвергалась им сомнению. Но в 1908 году он порывает с «разгребателями», уразумев, что в бедах Америки повинны не столько люди, сколько «система». Да и само слово «система» во многом обязано своим происхождением именно Стеффенсу.

Первое (или одно из первых) употребление данного словосочетания по отношению к отечественному журналисту — подзаголовок к скандальному интервью в профессиональном издании, журнале «Журналист» (№ 12 за 1991 год): «С репортёром — „разгребателем грязи“ беседует Элина Николаева». Объект интервью, журналист Евгений Додолев употреблял впоследствии термин без негативной коннотации, например, полемизируя с оппонентами «разгребателей» в 1995 году:

Совершенно бессмысленно осуждающе наезжать на детективы и боевики. Гениальнейший Юлиан Семенович Семёнов не раз мне говорил: «Есть только один критерий. Имя ему — тираж, успех, сбор, скандал… Ну, в общем, ты понимаешь». Я понимал. Чего и желаю другим, прежде всего — «культурным» представителям второй древнейшей профессии, столь люто презирающим своих собратьев, «разгребателей грязи». Ведь «гребут» то, на что сформирован вполне конкретный социальный заказ.

«Смысл репортёрского расследования — в высвечивании скрытого для поиска выхода из тупика, а не в разжигании скандалов» — утверждает журналист Михаил Шостак.
Многие эксперты полагают, что осмысленно называть «разгребателя грязи» «санитаром общества»:

Так, например, в результате публикации разоблачающих статей неугомонных Вудворда и Бернстайна, подал в отставку президент США Ричард Никсон, а журналистам удалось доказать, что наряду с другими ветвями власти существует ещё и четвёртая.

- Джекоб Риис
- Эптон Синклер
- Джозеф Стеффенс
- Аида Тарбелл
- Рэй Бейкер
- Майкл Мур
- Боб Вудворд
- Карл Бенстайн
- Артём Боровик
- Анна Политковская
- Йоав Ицхак